# Cypria maculata
Cypria maculata är en kräftdjursart som beskrevs av Clarence Clayton Hoff 1942. Cypria maculata ingår i släktet Cypria och familjen Cyprididae. Inga underarter finns listade i Catalogue of Life.